# 拉谢尔·德·凯罗斯
拉谢尔·德·凯罗斯（Rachel de Queiroz，1910年11月17日—2003年11月4日）是巴西作家、翻译家和新聞工作者。
拉谢尔·德·凯罗斯于1930年代加入巴西共产党.1937年，她被警察逮捕；1930年代末，她与巴西共产党.断绝关系。 1964年，她支持軍官發動军事政变。
1964年，她成为巴西驻联合国代表，1977年，她成为第一位进入巴西文学学院的女作家。她還於1993年獲頒卡蒙斯文學獎。
2003年11月4日，她在里约热内卢莱布隆的公寓中因心肌梗死而去世。